# Dagfinn Enerly
Dagfinn Enerly (Oslo, 9 december 1972) is een voormalig Noors voetballer, die speelde als verdedigende middenvelder. Hij moest zijn carrière beëindigen toen hij op 29 oktober 2005 zijn nek brak als speler van Fredrikstad FK in het duel met IK Start.

## Clubcarrière
Met Rosenborg BK won Enerly de Noorse voetbalbeker in 2003 en viermaal de Noorse landstitel (2001, 2002, 2003, 2004).

## Interlandcarrière
Enerly speelde tussen 1996 en 2001 in totaal twee wedstrijden in  de Noorse nationale ploeg. Hij maakte zijn debuut op 1 september 1996 in de vriendschappelijke wedstrijd tegen Georgië (1–0). Hij viel in die wedstrijd na 45 minuten in voor Jan Åge Fjørtoft.

## Erelijst
Rosenborg BK
- Noors landskampioen

2001, 2002, 2003, 2004
- Beker van Noorwegen

2003